# 敘利亞啄木鳥
敘利亞啄木鳥是鴷形目啄木鳥科啄木鳥屬下的一種鳥類。該物種分佈於有樹木的開闊地區，如歐洲東南部的橡樹林和淺色山地林中，並在土耳其較低海拔的針葉林中繁殖。目前该物种的保护状况被评为无危。
該物種由德國自然學家威爾海姆·弗雷德里希·漢普里希及克里斯汀·戈特弗里德·埃倫伯格於1883年發表，其模式產地位於黎巴嫩山。屬名來自希臘語（意為「樹木」）及（意為「敲打」）組成。:133而種小名則是拉丁語化敘利亞。:133
雄性成鳥有棕黃色的鼻頭和下額，眼睛虹膜為紅棕至深紅色之間，全身主要由紅黑白三色組成。與大斑啄木鸟的差別在於其頭部白色的占比更多。繁殖期主要在四月中旬到五月之間，每次產3—7枚卵，9—11天後孵化，20—24天後可離巢。
敘利亞啄木鳥為雜食性，包含了各種種子、水果、昆蟲。其體重平均約76.7公克，鳥喙寬平均約6.7公釐、深平均約6.8公釐、嘴峰長平均約28.5公釐；翼長約311.9公釐；跗蹠約22.0公釐；尾長約75.4公釐。

## 外部連結
- 维基共享资源上的相關多媒體資源：敘利亞啄木鳥
- 維基物種上的相關：敘利亞啄木鳥